# Terra Nova (Schiff)
Die Terra Nova (lateinisch für Neue Welt/Erde) war ein britischer Walfänger und ein Expeditionsschiff, das vor allem für seinen Einsatz bei der britischen Antarktisexpedition von 1910 unter der Leitung von Robert Falcon Scott bekannt ist. Sie wurde 1884 für die Wal- und Robbenfangflotte von Dundee gebaut und zehn Jahre beim Robbenfang in der Labradorsee eingesetzt, bevor sie für Expeditionen genutzt wurde.
Ihren ersten Einsatz im Rahmen von Polarexpeditionen hatte sie bei der Evakuierung der Jackson-Harmsworth-Arktisexpedition von 1894 bis 1897.
1903 segelte sie mit dem ehemaligen Walfänger Morning in die Antarktis, um die Discovery-Expedition unter Robert Falcon Scott aus dem McMurdo-Sund befreien zu helfen. Eine rund 64 km lange und oft eisfreie Bucht in Viktorialand zwischen Kap Washington und dem Drygalski-Gletscher wurde in der Folge Terra-Nova-Bucht getauft. Der Vulkan Mount Terra Nova ist ebenfalls nach dem Schiff benannt.
1905 holte sie die in Not geratene Fiala-Ziegler-Expedition aus Franz-Josef-Land zurück.
1909 wurde sie von der Bowring Brothers Ltd. für die Terra-Nova-Expedition erworben. Sie wurde von Bug bis Heck mit über zwei Metern Eichenholz verstärkt, um gegen den Eisdruck gerüstet zu sein, und verließ England im Juni 1910 unter dem Kommando von Kapitän Robert Falcon Scott. Während der drei Jahre dauernden Expedition unternahm sie im Sommer Versorgungs- und Forschungsfahrten, überwinterte aber nicht in der Antarktis, sondern in Lyttelton auf Neuseeland.
Nach der Rückkehr aus der Antarktis wurde die Terra Nova 1913 von ihren früheren Eignern zurückgekauft und nahm die Arbeit in der Robbenjagd vor Neufundland wieder auf. Ihr Ende kam am 13. September 1943, als sie vor Grönland sank. Die Besatzung wurde von einem Kutter der United States Coast Guard gerettet. Das Wrack des Schiffs wurde im Juli 2012 von einem Team des Schmidt Ocean Institute auf dem Forschungsschiff Falkor entdeckt.